# 提督の決断III
『提督の決断III』（ていとくのけつだんスリー）は、1996年に光栄（現・コーエー）から発売された海戦シミュレーションゲーム。第二次世界大戦を題材にした「WWIIゲームシリーズ」の第4作、「提督の決断シリーズ」の第3作。

## 概要
1人または、2人でプレイする（PlayStation版では1人プレイのみ）。2人プレイは、RS-232Cケーブルまたは、モデムを用いた通信対戦で行う。
移動画面では擬似リアルタイム制を導入、戦闘画面は『提督の決断』同様HEX戦だが、空中、水上、海中と言った高度の概念が加わった。また、制海権（制空権）の概念が導入され、それが奪われた海域では基地への補給が遅れるなどの要素が盛り込まれた。
また、今作では潜航していない状態のもの（浮上中および潜望鏡深度）に限られるが、潜水艦に対する航空攻撃が行えるため、対潜戦における航空戦力（空母、基地航空隊）の重要性が前作に比べて大きく増している。
国家関係では、年を追うごとに国民が疲弊して次第に工業力（国民生産力）が低下していき、0となった時点でその国は相手勢力に降伏するため、国民生産力の弱い同盟国には外交で援助を行う必要があったり、工業力が艦船の建造期間に影響をおよぼしたり、航空機の製造可能数が上下したりといった要素がある。また、各同盟国には「母港」が設定されており、同盟関係で且つ母港を手中に収めている場合、外交で援助を行うと喪失した同盟国の艦艇が再度建造されたりする。日米以外ではオランダ、イギリス、オーストラリア、ドイツ（パワーアップキットの追加シナリオのみ）、ソ連の艦船が登場する。
前作では原則としてNPC扱いであった陸軍がプレイヤーの操作可能な戦力として位置づけられており、陸軍機（多くは雷装ができないが、戦闘爆撃機としての性格が強い戦闘機も存在する）や戦車の配備や運用が前作以上に重要になっている。また、基地司令として陸軍の将軍も多数登場する（水雷や潜水など、海軍特有のパラメータは持たない）が、前作や第一作のように陸軍が政治的に海軍の方針の足を引っ張る要素は無くなっており（提督や将軍に「性格」の隠しパラメータがあり、陸路で隣接している拠点に対してどの程度の積極性と戦力で攻撃に向かうか、程度しかプレイヤーを悩ませる要素が存在しない）、陸軍は純粋に海軍を補助する手駒としての扱いとなっている。また、本作での戦車は飽くまでも歩兵に同行する支援兵器扱いであるため、優秀な性能の戦車を非常に多く配備していても、歩兵が先に全滅してしまうと無力化してしまうなど扱いが難しい面がある。そのためかPS版では戦車は登場しない。
音楽はボブ佐久間が担当した。

## マスターブック、兵器ファイル
このゲームのいわゆる攻略本であるハンドブックは通常のゲームの攻略法の記載が大部分である。
だが、続刊に当たるマスターブック、兵器ファイルではかつての軍人の体験談、実際の戦場での苦悩、先住民の話などが掲載されている。

## パワーアップキット
本ゲームにはパワーアップキットが発売されており、これを導入すると新シナリオの追加などが行え、そのほかゲーム開始当初より艦船や航空機の性能を無制限に向上させることができ、また、VT信管やレーダーなどの新兵器の使用も可能である。
システムの改善点としては、補給点がつながっていれば隣接基地同士の直接の輸送ができるようになっている。
その他歴史イベントも多数追加されている。

## シナリオ
オリジナル（無印搭載シナリオ） - 「日米開戦」のみキャンペーンシナリオ、他はショートシナリオ。ショートシナリオの場合は、作戦が成功すると架空の新聞記事が出た上でゲームを続行するか否かを決めることができ、続行するとキャンペーンシナリオに移行できる。オリジナルシナリオの場合は全てに於いて、日米どちらを選んでも音声ナレーション付きのオープニングムービーが入る。
- 日米開戦
- 奇襲真珠湾

史実ではハワイ近海の真珠湾を奇襲するが、ゲーム内での勝利条件は何故か南方戦線となっている。
- ミッドウェー海戦
- ソロモン攻防戦
- マリアナ沖海戦
- 決戦レイテ沖海戦
- 大和特攻

架空シナリオ（PK追加シナリオ） - すべてキャンペーンシナリオ
- 白紙開戦計画

艦隊が全て未編成。
- 最高技術達成

技術レベルが最高値で、最初から全ての兵器を利用可能になっている。
- ロンメル軍団征東

ドイツ軍がアフリカ戦線で勝利し、インドを占領している。
- 日英同盟再び

第一次世界大戦後に日英同盟が継続しており、日英対米独の対決になる。
- 1941ソ連参戦

対米宣戦布告と同時に、ソ連が日本に宣戦布告する。
- 奇襲失敗

史実とは反対に真珠湾攻撃に失敗し、投入した6隻の空母の内、ミッドウェー海戦の様に4隻を失い、南雲忠一提督が死亡した状態でスタート。
- 大和3番艦竣工

日本がミッドウェー海戦に勝利し、開戦前の予定通りに建艦計画が進行。大和型戦艦の3番艦が竣工し、4番艦（信濃と111号艦。ゲーム中では予定艦名の一つ「紀伊」となっている）の竣工も目前に迫っている。
追加シナリオ（PK追加シナリオ） - すべてショートシナリオ
- スラバヤ沖海戦
- セイロン島沖海戦
- 珊瑚海海戦
- 第二次ソロモン海戦
- 南太平洋海戦
- 第三次ソロモン海戦
- ブーゲンビル島沖海戦

## PC-98版
光栄のPC-98版最後の作品である。HDD専用。不正コピー対策としてIIと同様なマニュアルプロテクトが導入されていたが、ハード側のプロテクトは廃止された。マルチウィンドウ方式が採用され、インストール時に各種拡張グラフィックボードに対応となり標準の640x400ドットよりも大きな画面でのプレイが可能となっている。

## その他
フランス領インドシナ（指導者ホー・チ・ミン）は、枢軸国扱いになっている。

## 評価
PS版With パワーアップキットは電撃PlayStationソフトレビューでは70、65の135点。レビュアーはシナリオが増えたことや辞典機能と言った追加要素、歴史のパラレルワールドが楽しめて前作をプレイした人向けだと賞賛、一方で取り方はプレイヤー次第だが作戦中はただ見ているだけ、ロード時間が長いなど環境面で改善がない、価格がもう少し手頃だったらよかったとした。

## 中華人民共和国での抗議
本作は日本国内だけでなく中国の天津市にある光栄の子会社「天津光栄軟件有限公司（当時社名）」で中国語版の下請け開発が行われていた。開発を命じられた同社の中国人社員4名は、民族的感情を理由に作業のボイコットを行った。当時は橋本龍太郎首相の靖国神社参拝や右翼団体の尖閣諸島での灯台建設が中国国内で「日本の軍国主義復活」として問題となっていたこともあり、現地のマスコミでは本作が「旧日本軍の兵器や戦犯として処刑された東條英機が登場する」「ゲーム内では日本軍が勝つ可能性がある」として大きく取り上げられた。
中国には、外国から委託されたソフトは製造前に内容を地方当局に届け出なければならないという規則が存在するが、本作の開発は当局の許可を取っておらず、1996年7月5日より天津市は調査を開始。7月9日に光栄側は違反を認め、中国人への配慮に欠けたとの謝罪文書を提出した。同年12月6日には、天津光栄軟件有限公司は「日本の軍国主義を美化する」ソフトを無許可で製造したとして電子出版物管理規定違反で、天津市から罰金約48万元（当時は1元≒13円）の罰金刑を科すと共に、ソフト制作で得た収入1万1,500元を没収した。日本経済新聞の記事ではこの中国当局による処罰は「日本に対する見せしめの狙いもあるのではないか」との見解が示されている。